# عدم مداخله
عدم مداخله نوعی سیاست خارجی است که بیان می‌دارد حاکمان سیاسی باید از اتحاد با دیگر کشورها خودداری کنند، ولی با این وجود دیپلماسی را حفظ کنند، و از هر گونه جنگی که به دفاع از خود مرتبط نباشد اجتناب کنند. این مبتنی بر این اصل است که بر اساس حاکمیت ملی و تعیین سرنوشت، یک حکومت نباید در امور داخلی دیگر حکومتها دخالت کند. عبارت مشابه، «استقلال استراتژیک» است. عدم مداخله معمولاً به عنوان تصمیم یک ملت برای خودداری از دخالت در امور دیگر ملل یا زیربخش‌های سیاسی خودش تعریف می‌شود؛ یا به عنوان اجتناب یا عدم توفیق در مداخله. عدم مداخله را با انزواگرایی نباید اشتباه گرفت، که آن سیاستی ست که گاهی با خود قوانینی بهمراه دارد که پیوندهای بین ساکنین زیربخشهای سیاسی با دیگران را می‌شکند. نمونه‌های تاریخی عدم مداخله رؤسای جمهور آمریکا جورج واشینگتن و تامس جفرسن هستند که هر دو علاقه‌مند به عدم مداخله در جنگهایی اروپاییان در عین حفظ تجارت آزاد بودند. دیگر حامیان آن سناتور رابرت تفت و نماینده مجلس ران پال هستند.